# Oranjestad
Oranjestad é a capital e a mais importante cidade de Aruba, uma parte neerlandesa localizada no sudeste da costa perto do lado oeste da ilha. Na língua local, o papiamento, Oranjestad é chamada de "Playa". Sua população é de 35 000 habitantes (2015).

## História
A cidade foi construída em torno do Forte Zoutman, pouco depois de ser construída em 1796. Inicialmente, a cidade não tinha um nome oficial, sendo conhecida apenas como a cidade na Baía dos Cavalos (Paardenbaai, em holandês), um lugar de onde os nativos criavam cavalos e exportavam para a ilha de Curaçao e outras ilhas vizinhas.
A cidade recebeu o nome do primeiro rei Guilherme I da Holanda. O nome foi conferido à cidade na década de 1820, quando o interesse em Aruba aumentou devido à descoberta de depósitos de ouro.

## Economia
As atividades econômicas que formam a base da economia da cidade, são os serviços bancários offshore e o turismo. A agricultura tem pouca de importância, apesar de ser um dos maiores exportadores da erva aloe para produtos farmacêuticos. A mineração de ouro começou em 1824, mas foi interrompida no início do século XX na cidade.

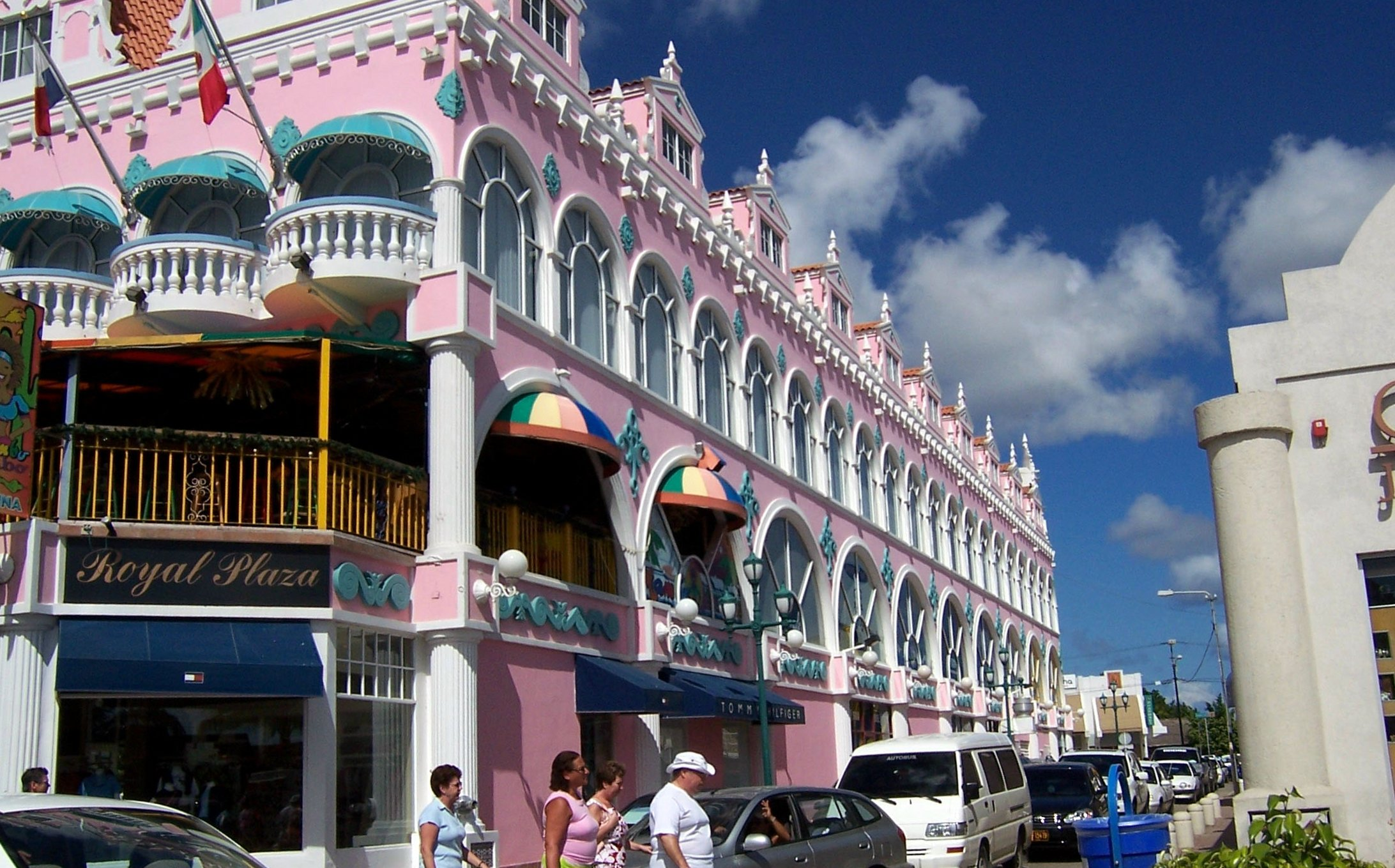

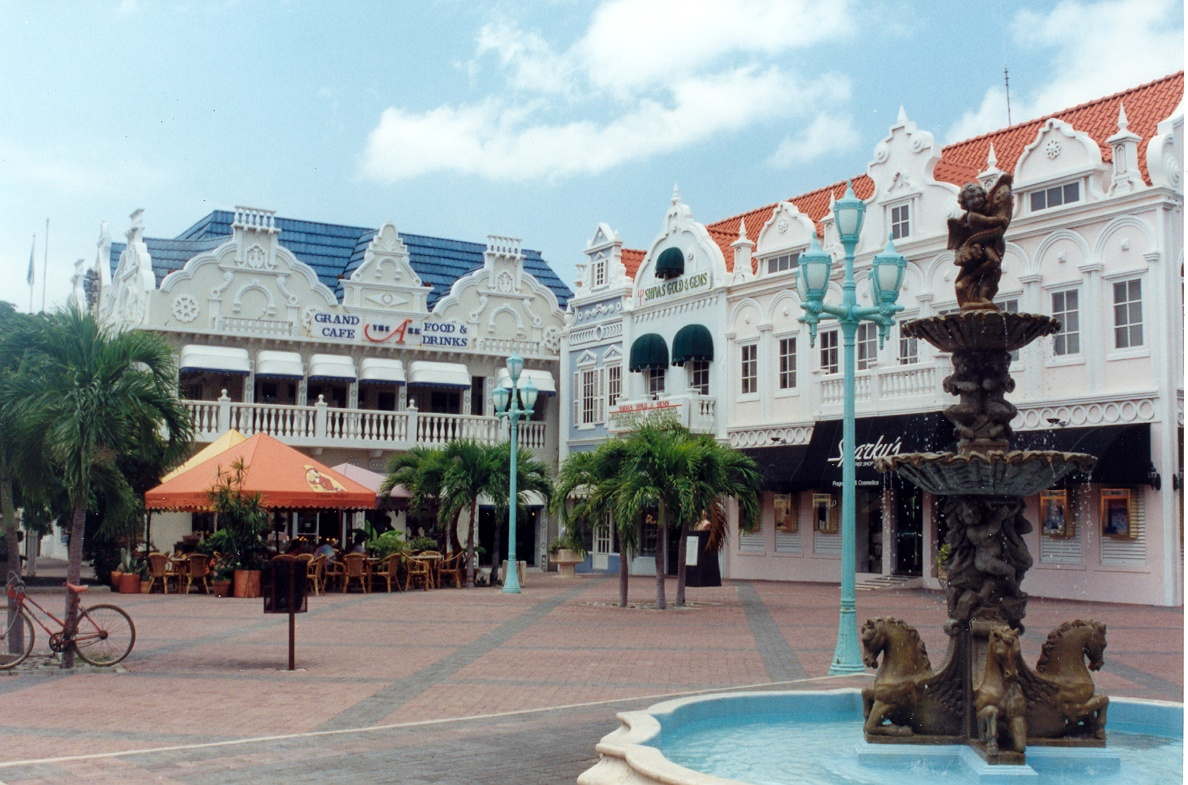
Centro de Oranjestad.